# Fissidens remotifolius
Fissidens remotifolius là một loài Rêu trong họ Fissidentaceae. Loài này được Müll. Hal. mô tả khoa học đầu tiên năm 1848.